# حوض‌انبار ملحه
حوض انبار ملحه مربوط به دوره پهلوی اول است و در شهرستان نیشابور، بخش زبرخان، دهستان اسحاق آباد، جنوب روستای اسحاق آباد واقع شده و این اثر در تاریخ ۳ خرداد ۱۳۸۶ با شمارهٔ ثبت ۱۹۱۱۲ به‌عنوان یکی از آثار ملی ایران به ثبت رسیده است.